# Clearview Acres
Clearview Acres è un census-designated place degli Stati Uniti d'America, situato nella Contea di Sweetwater nello stato del Wyoming. Nel censimento del 2000 la popolazione era di 850 abitanti.

## Geografia fisica
Secondo i rilevamenti dell'United States Census Bureau, la località di Clearview Acres si estende su una superficie di 3,1 km², tutti occupati da terre.

## Popolazione
Secondo il censimento del 2000, a Clearview Acres vivevano 850 persone, ed erano presenti 228 gruppi familiari. La densità di popolazione era di 275,5 ab./km². Nel territorio comunale si trovavano 314 unità edificate. Per quanto riguarda la composizione etnica degli abitanti, l'84,35% era bianco, lo 0,94% era afroamericano, l'1,53% era nativo, lo 0,12% proveniva dall'Asia, lo 0,12% proveniva dall'Oceano Pacifico, il 7,53% apparteneva ad altre razze e il 5,41% a due o più. La popolazione di ogni razza ispanica corrispondeva al 13,88% degli abitanti.
Per quanto riguarda la suddivisione della popolazione in fasce d'età, il 31,9% era al di sotto dei 18, il 7,1% fra i 18 e i 24, il 30,6% fra i 25 e i 44, il 26,5% fra i 45 e i 64, mentre infine il 4,0% era al di sopra dei 65 anni di età. L'età media della popolazione era di 33 anni. Per ogni 100 donne residenti vivevano 103,8 uomini.